# Mateusz Szałek
Mateusz Szałek, né le 16 octobre 1991 à Szczecin, est un footballeur polonais. Il occupe actuellement le poste de milieu de terrain au Odra Wodzisław Śląski, club de deuxième division polonaise. Ses deux frères sont aussi footballeurs : Jakub est réserviste à Poznań et Michał joue au Gryf 95 Słupsk.

## Biographie

### Signature et débuts au Lech Poznań
Transféré en 2009 du Chemik Police, club de troisième division, Mateusz Szałek fait ses débuts avec son club formateur le 12 décembre 2009 contre le Korona Kielce, remplaçant Robert Lewandowski dans les arrêts de jeu et alors que son équipe mène au score deux buts à zéro. La même année, il est appelé par le sélectionneur des moins de dix-neuf ans polonais.

## Palmarès
- Vainqueur de la Supercoupe de Pologne : 2009
- Champion de Pologne : 2010